# Centrum Gospodarki Leśnej
Centrum Gospodarki Leśnej (est. Riigimetsa Majandamise Keskus (RMK)) – estońskie przedsiębiorstwo państwowe zarządzające lasami państwowymi na terenie Estonii. Stanowią one około 40% całej powierzchni lasów w Estonii. Głównymi zadaniami RMK są: administracja lasami, gospodarka leśna, obrót drewnem, hodowla lasu, ochrona obszarów leśnych oraz administrowanie i utrzymywanie infrastruktury turystycznej. 
Centrum Gospodarki Leśnej (RMK) zarządza 17 oddziałami regionalnymi, po jednym w każdej prowincji, oprócz prowincj Virumaa Wschodnia oraz Parnawa, w których istnieją po dwa oddziały.